# Ammoor
Ammoor es una ciudad y nagar Panchayat situada en el distrito de Ranipet en el estado de Tamil Nadu (India). Su población es de 12513 habitantes (2011).

## Demografía
Según el censo de 2011 la población de Ammoor era de 12513 habitantes, de los cuales 5608 eran hombres y 5774 eran mujeres. Ammoor tiene una tasa media de alfabetización del 80,81%, superior a la media estatal del 80,09%: la alfabetización masculina es del 91,12%, y la alfabetización femenina del 70,78%.